# Обервизентал
Обервизентал (њем. Oberwiesenthal) град је у њемачкој савезној држави Саксонија. Једно је од 69 општинских средишта округа Ерцгебирге. Према процјени из 2010. у граду је живјело 2.546 становника. Посједује регионалну шифру (AGS) 14521440.

## Географски и демографски подаци
Обервизентал се налази у савезној држави Саксонија у округу Ерцгебирге. Град се налази на надморској висини од 914 метара. Површина општине износи 40,0 km². У самом граду је, према процјени из 2010. године, живјело 2.546 становника. Просјечна густина становништва износи 64 становника/km².